# Elysius melanoplaga
Elysius melanoplaga är en fjärilsart som beskrevs av George Francis Hampson 1901. Elysius melanoplaga ingår i släktet Elysius och familjen björnspinnare. Inga underarter finns listade i Catalogue of Life.